# Rally Championship 2002
Rally Championship 2002 (ou Rally Championship Xtreme en Amérique du Nord) est un jeu vidéo de course de rallye automobile sorti en 2001 sur PC. Il a été développé par Warthog Games et édité par Actualize et Ubisoft.